# 皱蒴藓科
皱蒴藓科（学名：Aulacomniaceae）为真藓目的一科植物。

## 下级分类
本科包括以下属：
- 皱蒴藓属 Aulacomnium Schwägr.
- Hymenodontopsis Herzog
- Mesochaete Lindb.